# Letov Š-4
Letov Š-4 – czechosłowacki samolot myśliwski z okresu międzywojennego.

## Historia
W 1921 roku w wojskowej wytwórni lotniczej Letov opracowano dwa nowe samoloty myśliwskie oznaczone jako Š-3 i Š-4, których konstruktorem był Alois Šmolík. Š-4 był dwupłatem, prototyp tego samolotu był gotowy w 1922 roku.
Prototyp został oblatany latem 1922 roku. Ponieważ jego osiągi odpowiadały wymaganiom stawianym przez czechosłowackie lotnictwo wojskowe, zamówiono serię 20 samolotów tego typu, przy czym kilka z nich otrzymały słabszy silnik Hispano-Suiza 8Aa o mocy 180 KM (132 kW) i oznaczone zostało jako Š-4a, samoloty tej wersji nie miały uzbrojenia i służyły do treningu akrobacji lotniczych.

## Użycie w lotnictwie
Samoloty Letov Š-4 wprowadzono do eskadr myśliwskich, gdzie zastąpiły używane dotychczas francuskie samoloty SPAD S.VII i SPAD S.XIII. Ponieważ szybko uległy one zużyciu, już w 1927 roku wycofano je z jednostek liniowych, część z nich skasowano, natomiast kilka wysłano do wytwórni, gdzie przebudowano je do wersji Š-4a i używano ich jako samolotów treningowych do momentu ich całkowitego zużycia.

## Opis techniczny
Samolot myśliwski Letov Š-4 był dwupłatem o konstrukcji mieszanej: kadłub i usterzenie ogonowe był konstrukcji metalowej, natomiast skrzydła drewnianej. Kadłub mieścił odkrytą kabinę pilota, a przed nią umieszczono silnik. Napęd stanowił silnik widlasty Hispano-Suiza 8Aa lub 8Ba w układzie V, 8-cylindrowy, chłodzony cieczą. Podwozie klasyczne, stałe.
Uzbrojenie stanowiły 2 karabiny maszynowe Vickers kal. 7,7 mm (synchronizowane), obsługiwane przez pilota, umieszczone nad silnikiem po obu stronach kabiny.